# Halálozások 1901-ben
Ez a szócikk az 1901-es évben elhunyt nevezetes személyeket sorolja fel.

## Ismeretlen hónap
| Dátum          | Név | Foglalkozás / tisztség | Kor | Forrás |
| -------------- | --- | ---------------------- | --- | ------ |
| Ismeretlen nap | —   | —                      | 0—  | —      |

## December
| Dátum        | Név                     | Foglalkozás / tisztség                                           | Kor | Forrás |
| ------------ | ----------------------- | ---------------------------------------------------------------- | --- | ------ |
| december 28. | Franz Xaver Kraus       | német katolikus pap és művészettörténész                         | 061 |        |
| december 26. | Joseph Noel Paton       | skót illusztrátor és szobrász                                    | 080 |        |
| december 24. | Berecz Károly           | ügyvéd, költő, újságíró                                          | 080 |        |
| december 24. | Clarence King           | amerikai geológus, hegymászó                                     | 059 |        |
| december 23. | Jane Cunningham Croly   | amerikai újságíró                                                | 072 |        |
| december 23. | Edward Onslow Ford      | angol szobrász                                                   | 049 |        |
| december 23. | Joseph Henry Gilbert    | brit kémikus                                                     | 084 |        |
| december 23. | Conrad Schick           | német építész, régész, misszionárius                             | 079 |        |
| december 23. | Anna Stang              | norvég feminista politikus                                       | 067 | —      |
| december 22. | Tamerlan Thorell        | svéd arachnológus                                                | 071 |        |
| december 17. | Josep Manyanet i Vives  | katalán római katolikus pap, rendalapító, szent                  | 068 |        |
| december 17. | Székács Ferenc          | bíró, jogi szakíró                                               | 057 |        |
| december 16. | Lévay Henrik            | közgazdász, a biztosító intézmény magyarországi megalapítója     | 075 |        |
| december 15. | Gyürky Ábrahám          | huszárfőhadnagy, politikus, főispán, titkos tanácsos             | 065 |        |
| december 15. | Elias Álvares Lobo      | brazil zeneszerző                                                | 067 |        |
| december 11. | Lev Ivanov              | orosz balett-táncos és koreográfus                               | 067 |        |
| december 8.  | Némethy György          | színész, operett- és népszínmű-énekes, színigazgató, honvédtiszt | 075 |        |
| december 7.  | Rácz Miklós             | földbirtokos, gazdálkodó, takarékpénztári igazgató, költő        | 060 |        |
| december 6.  | Bertha Wehnert-Beckmann | német fotográfus                                                 | 086 |        |
| december 5.  | Karl von Hegel          | német történész                                                  | 088 |        |
| december 3.  | Szákfy-Szabó Amália     | színésznő                                                        | 071 |        |

## November
| Dátum        | Név                                 | Foglalkozás / tisztség                                                                 | Kor | Forrás |
| ------------ | ----------------------------------- | -------------------------------------------------------------------------------------- | --- | ------ |
| november 30. | Francesc Miralles i Galaup          | spanyol festő                                                                          | 053 | —      |
| november 30. | Ferdinand Heinrich Hermann Strecker | amerikai entomológus, lepkekutató                                                      | 065 |        |
| november 30. | Albrecht Weber                      | német szanszkritista nyelvész                                                          | 076 |        |
| november 29. | Francisco Pi y Margall              | spanyol-katalán politikus, rövid ideig a Spanyol Köztársaság kormányának elnöke (1873) | 077 |        |
| november 29. | Ráday Gedeon                        | királyi biztos, katona, országgyűlési képviselő                                        | 072 |        |
| november 27. | Antoni Gisbert                      | spanyol festő                                                                          | 066 |        |
| november 25. | Josef Gabriel Rheinberger           | liechtensteini zeneszerző, orgonaművész, zenepedagógus                                 | 062 |        |
| november 24. | Carl Eduard Cramer                  | svájci botanikus                                                                       | 070 |        |
| november 24. | Carl von Liebermeister              | német orvos, belgyógyász                                                               | 068 |        |
| november 24. | John Owen                           | angol lelkész és sakkozó                                                               | 074 |        |
| november 22. | Michel Engels                       | luxemburgi illusztrátor, festő                                                         | 050 | —      |
| november 22. | Alekszandr Kovalevszkij             | orosz zoológus, embriológus                                                            | 061 |        |
| november 22. | Sándor Miklós                       | megyei tiszti főügyész                                                                 | 062 | —      |
| november 22. | V. A. Urechia                       | román író, történész, politikus                                                        | 067 |        |
| november 19. | Isidore Bonheur                     | francia szobrász                                                                       | 074 |        |
| november 19. | Thomas Meehan                       | brit-amerikai kertész, botanikus                                                       | 075 |        |
| november 16. | Theobald Stein                      | dán szobrász                                                                           | 072 |        |
| november 15. | Dischka Győző                       | tanár, iskolaigazgató, mérnök, pirotechnikus                                           | 053 |        |
| november 15. | Jóan Petur Gregoriussen             | feröeri költő, író                                                                     | 056 |        |
| november 15. | Ernst Zimmermann                    | német festőművész                                                                      | 049 |        |
| november 12. | Meliórisz Béla                      | ügyvéd, evangélikus jogakadémiai rendkívüli tanár                                      | 026 |        |
| november 9.  | Charles Chipiez                     | francia építész, építészettörténész, egyiptológus                                      | 066 |        |
| november 9.  | Rasendranoro                        | madagaszkári királyi hercegnő                                                          | 041 | –      |
| november 7.  | Li Hung-csang                       | kínai tábornok, tisztviselő, vezető politikus, diplomata                               | 078 |        |
| november 7.  | Johann Oberth                       | evangélikus lelkész                                                                    | 078 |        |
| november 6.  | Kate Greenaway                      | brit író és gyermekkönyv-illusztrátor                                                  | 055 |        |
| november 4.  | Erdős Aurél Gergely                 | ferences-rendi áldozópap és házfőnök                                                   | 071 |        |

## Október
| Dátum       | Név                          | Foglalkozás / tisztség                                                             | Kor | Forrás      |
| ----------- | ---------------------------- | ---------------------------------------------------------------------------------- | --- | ----------- |
| október 31. | Frederik Christian Lund      | dán festő                                                                          | 075 |             |
| október 29. | Leon Czolgosz                | amerikai gyári munkás és anarchista, aki lelőtte William McKinley amerikai elnököt | 028 |             |
| október 29. | John Kemp Starley            | angol üzletember, feltaláló, kerékpárfejlesztő                                     | 046 |             |
| október 28. | Munkácsy Kálmán              | író, újságíró és szerkesztő                                                        | 035 |             |
| október 28. | Paul Rée                     | német orvos, filozófus                                                             | 051 |             |
| október 28. | Széchényi Pál                | királyi miniszter, országgyűlési képviselő és valóságos belső titkos tanácsos      | 062 |             |
| október 27. | Máriássy István              | Bars megye alispánja, Léva város polgármestere (1892-től)                          | 070 | —           |
| október 27. | Skublics Jenő                | politikus, a Szabadelvű Párt Zala megyei elnöke                                    | 062 | —           |
| október 26. | Arthur König                 | német fizikus                                                                      | 045 |             |
| október 26. | Alfred Tysoe                 | olimpiai bajnok (1900) brit atléta, középtávfutó                                   | 027 |             |
| október 24. | James McDougal Hart          | skót-amerikai festő                                                                | 082 |             |
| október 24. | Dióscoro Puebla              | spanyol festő                                                                      | 070 |             |
| október 23. | Virág József                 | gépészmérnök, a Pollák–Virág-féle gyorstávíró társfeltalálója                      | 031 | [ 3 ] [ 4 ] |
| október 20. | Áldor Adolf                  | sebészorvos, kórházigazgató                                                        | 069 |             |
| október 19. | Jurenák Sándor               | földbirtokos, királyi tanácsos, gazdasági versenyek sokszoros kitüntetettje        | 080 | —           |
| október 18. | August Malmström             | svéd festő, illusztrátor, formatervező                                             | 072 |             |
| október 17. | Michał Bałucki               | lengyel költő, vígjátékíró, publicista                                             | 064 |             |
| október 16. | Bercsényi Béla               | színész, író                                                                       | 057 |             |
| október 15. | Heiszler József              | bölcseleti doktor, református lelkész, egyháztörténész                             | 082 |             |
| október 13. | Jan Lambrecht Domien Sleeckx | flamand író                                                                        | 083 |             |
| október 12. | Georg Kaibel                 | német klasszika-filológus                                                          | 051 |             |
| október 12. | Sóltz Vilmos                 | kohómérnök, feltaláló, pedagógus, szakíró                                          | 067 |             |
| október 10. | Dálnoky Gaál Gyula           | színész                                                                            | 063 |             |
| október 10. | Fehérváry Antal              | színész, színigazgató                                                              | 076 |             |
| október 10. | Lorenzo Snow                 | Az Utolsó Napi Szentek Jézus Krisztus Egyháza szervezetének az elnöke              | 087 |             |
| október 9.  | Robert Hartig                | német erdőkutató, mikológus, növénypatológus                                       | 062 |             |
| október 7.  | Szathmáry Árpád              | színész, rendező                                                                   | 054 |             |
| október 6.  | Charles Henry Stanley        | brit-amerikai sakkozó                                                              | 082 | —           |
| október 4.  | Luis Álvarez Catalá          | spanyol festő, fotográfus, múzeumigazgató                                          | 065 |             |
| október 2.  | Rudolph Koenig               | német fizikus                                                                      | 068 |             |
| október 1.  | Abdur Rahmán                 | Afganisztán emírje (1880-től)                                                      | ?   | —           |

## Szeptember
| Dátum          | Név                                 | Foglalkozás / tisztség                                                  | Kor | Forrás |
| -------------- | ----------------------------------- | ----------------------------------------------------------------------- | --- | ------ |
| szeptember 30. | Bohuslav Schnirch                   | cseh szobrász és sakkozó                                                | 056 |        |
| szeptember 29. | Adelaide Borghi-Mamo                | olasz opera-énekesnő (mezzoszoprán)                                     | 072 | [ 8 ]  |
| szeptember 27. | Tapody Tamás                        | minorita-rendi szerzetes                                                | 055 |        |
| szeptember 26. | Borisz Alekszandrovics Fitingof-Sel | orosz zeneszerző                                                        | 072 |        |
| szeptember 22. | Matuska Péter                       | ügyvéd és országgyűlési képviselő                                       | 060 |        |
| szeptember 20. | Egán Ede                            | mezőgazdasági szakember, gazdálkodó, kultúrpolitikus                    | 050 |        |
| szeptember 20. | Ralph Tate                          | brit botanikus, geológus                                                | 061 |        |
| szeptember 16. | Kőszeghy Endre                      | színész, színigazgató                                                   | 082 |        |
| szeptember 14. | William McKinley                    | az Amerikai Egyesült Államok 25. elnöke 1897 és 1901 között             | 058 |        |
| szeptember 13. | Cathry Szaléz Ferenc                | svájci származású mérnök, a budapesti fogaskerekű vasút építője         | 067 |        |
| szeptember 11. | Pulszky Ágost                       | jogfilozófus, szociológus, politikus, publicista, az MTA levelező tagja | 055 |        |
| szeptember 10. | Emanuella Carlbeck                  | svéd gyógypedagógus                                                     | 072 |        |
| szeptember 9.  | Félix Biet                          | francia misszionárius és természettudós                                 | 062 |        |
| szeptember 9.  | Andreas Franz Wilhelm Schimper      | német botanikus                                                         | 045 |        |
| szeptember 9.  | Wilhelm Tomaschek                   | cseh-osztrák geográfus és orientalista                                  | 060 |        |
| szeptember 9.  | Henri de Toulouse-Lautrec           | posztimpresszionista francia festő, grafikus                            | 036 |        |
| szeptember 5.  | Ignacij Klemenčič                   | szlovén fizikus                                                         | 048 | —      |
| szeptember 3.  | Friedrich Chrysander                | német zenetörténész                                                     | 075 |        |
| szeptember 2.  | Luigi Maria d'Albertis              | olasz felfedező, botanikus, ornitológus                                 | 059 |        |

## Augusztus
| Dátum         | Név                               | Foglalkozás / tisztség                             | Kor | Forrás |
| ------------- | --------------------------------- | -------------------------------------------------- | --- | ------ |
| augusztus 31. | Bartay Ede                        | zeneszerző és zongorapedagógus                     | 075 |        |
| augusztus 30. | Szigligeti Ferike                 | színésznő                                          | 049 |        |
| augusztus 27. | Rudolf Haym                       | német filozófus                                    | 079 |        |
| augusztus 24. | Clara Maass                       | amerikai ápolónő                                   | 025 |        |
| augusztus 24. | Gunnar Wennerberg                 | svéd költő, zeneszerző, politikus                  | 083 |        |
| augusztus 21. | Adolf Fick                        | német orvos, fiziológus                            | 071 |        |
| augusztus 21. | Meszleny Lajos                    | politikus, országgyűlési képviselő                 | 049 |        |
| augusztus 20. | Fritz Simrock                     | német zenei kiadó                                  | 064 |        |
| augusztus 19. | Fredrik Ahlstedt                  | finn festő                                         | 062 |        |
| augusztus 19. | Só Tai                            | a Rjúkjú-szigetek utolsó királya                   | 058 | —      |
| augusztus 18. | Otto Sutermeister                 | svájci pedagógus, népmesegyűjtő                    | 068 |        |
| augusztus 17. | Edmond Audran                     | francia zeneszerző                                 | 061 |        |
| augusztus 15. | Julie Hausmann                    | balti német költő                                  | 075 |        |
| augusztus 15. | Karl Weinhold                     | német nyelvész, antropológus                       | 077 |        |
| augusztus 14. | Novák Sándor                      | főreáliskolai tanár                                | 044 |        |
| augusztus 14. | Vass Samu                         | református főgimnáziumi tanár                      | 056 | —      |
| augusztus 13. | Domenico Morelli                  | olasz festő és politikus                           | 078 |        |
| augusztus 12. | Adolf Erik Nordenskiöld           | finnországi svéd sarkkutató, geológus, mineralógus | 068 |        |
| augusztus 12. | Odörfer Kristóf                   | főreáliskolai tanár                                | 043 |        |
| augusztus 11. | Francesco Crispi                  | olasz politikus, miniszterelnök                    | 082 |        |
| augusztus 10. | Vaszil Drumev                     | bolgár metropolita, miniszterelnök (1879–1880)     | 060 | —      |
| augusztus 10. | Otto von Faber du Faur            | német katonatiszt és festő                         | 073 |        |
| augusztus 8.  | Ferdinand Christian Gustav Arnold | német botanikus                                    | 073 |        |
| augusztus 8.  | Ellen Rankin Copp                 | amerikai szobrász                                  | 048 |        |
| augusztus 7.  | Oreste Baratieri                  | olasz katonatiszt és politikus                     | 060 |        |
| augusztus 6.  | Makai Emil                        | költő, drámaíró, újságíró, műfordító               | 030 |        |
| augusztus 5.  | Viktória                          | német császárné                                    | 060 |        |

## Július
| Dátum      | Név                                   | Foglalkozás / tisztség                                                   | Kor | Forrás |
| ---------- | ------------------------------------- | ------------------------------------------------------------------------ | --- | ------ |
| július 30. | Herbert Baxter Adams                  | amerikai történész                                                       | 051 |        |
| július 30. | Bertalan Lajos                        | mérnök, az Országos Vízépítési Igazgatóság tiszai osztályának vezetője   | 063 |        |
| július 30. | Szilágyi Dezső                        | jogász, politikus, igazságügyminiszter                                   | 061 |        |
| július 28. | Paul Alexis                           | francia író                                                              | 054 |        |
| július 27. | Antonio María Cascajares y Azara      | spanyol teológus, valladolidi majd zaragozai érsek                       | 067 |        |
| július 27. | Brooke Foss Westcott                  | anglikán teológus, Durham püspöke                                        | 076 |        |
| július 26. | Konstantin Cretius                    | német festő                                                              | 087 | —      |
| július 21. | Henri de Lacaze-Duthiers              | francia anatómus, biológus, zoológus                                     | 080 |        |
| július 19. | Jan ten Brink                         | holland író, történész, teológus                                         | 067 |        |
| július 19. | Huszár Károly                         | kanonok, címzetes prépost                                                | 077 |        |
| július 19. | Eleanor Anne Ormerod                  | brit entomológus, agrárbiológus                                          | 073 |        |
| július 18. | Mary Ann Müller                       | új-zélandi nőjogi aktivista                                              | 081 |        |
| július 18. | Carlo Alfredo Piatti                  | olasz hegedűművész és zeneszerző                                         | 079 |        |
| július 15. | Pável János                           | entomológus, múzeumi gyűjtő                                              | 058 |        |
| július 14. | Mária Izabella                        | Habsburg–Toscanai főhercegnő                                             | 067 |        |
| július 13. | Marcos Antonio Morínigo               | paraguayi politikus, köztársasági elnök (1894)                           | 052 | —      |
| július 12. | Federico Errázuriz Echaurren          | chilei politikus, köztársasági elnök (1896-tól)                          | 050 |        |
| július 12. | Joseph Mezzara                        | francia-amerikai szobrász                                                | 081 | —      |
| július 11. | Godefroid Guffens                     | belga festő                                                              | 077 |        |
| július 11. | Stefano Ussi                          | olasz festő                                                              | 079 |        |
| július 10. | Harvey Willson Harkness               | amerikai mikológus                                                       | 080 | —      |
| július 7.  | Euphrosine Beernaert                  | belga festő                                                              | 070 |        |
| július 7.  | Johanna Spyri                         | svájci író                                                               | 074 |        |
| július 6.  | Chlodwig zu Hohenlohe-Schillingsfürst | német herceg, diplomata, a Német Császárság kancellárja 1894–1900 között | 082 |        |
| július 6.  | Joseph LeConte                        | amerikai geológus                                                        | 078 |        |
| július 5.  | Beöthy Zsigmond                       | színész, énekes                                                          | 025 |        |
| július 4.  | John Fiske                            | amerikai filozófus, történész                                            | 059 |        |
| július 4.  | Johannes Schmidt                      | német nyelvész                                                           | 057 |        |
| július 4.  | Peter Guthrie Tait                    | skót matematikai fizikus                                                 | 070 |        |
| július 4.  | Benjamin Chew Tilghman                | amerikai katona, a homokfúvási eljárás feltalálója                       | 079 |        |
| július 2.  | Concepción Bona                       | dominikai óvodapedagógus, társadalmi aktivista                           | 076 |        |
| július 1.  | James H. Kyle                         | amerikai politikus, szenátor, (Dél-Dakota, 1891–1901)                    | 047 |        |
| július 1.  | Wilhelm Schur                         | német csillagász                                                         | 055 |        |

## Június
| Dátum      | Név                          | Foglalkozás / tisztség                                                      | Kor | Forrás |
| ---------- | ---------------------------- | --------------------------------------------------------------------------- | --- | ------ |
| június 21. | Miguel Colmeiro y Penido     | spanyol-galiciai botanikus                                                  | 084 |        |
| június 21. | Henri Helle                  | olimpiai ezüstérmes (1900) francia íjász                                    | 027 |        |
| június 19. | Person C. Cheney             | amerikai politikus, szenátor (New Hampshire, 1886–1887)                     | 073 |        |
| június 18. | Josip Murn Aleksandrov       | szlovén költő                                                               | 022 |        |
| június 17. | Cornelius Gurlitt            | német zeneszerző                                                            | 081 |        |
| június 16. | Herman Grimm                 | német író, esszéíró és művészettörténész                                    | 073 |        |
| június 15. | Josep Lluís Pellicer i Fenyé | katalán festő                                                               | 059 |        |
| június 14. | Knefler Frigyes              | honvéd, amerikai dandártábornok                                             | 068 |        |
| június 13. | Leopoldo Alas                | spanyol jogász, író                                                         | 049 |        |
| június 13. | Friedrich Friedländer        | cseh-osztrák festő                                                          | 076 |        |
| június 13. | Truman Henry Safford         | amerikai fejszámoló csodagyerek, csillagász, később obszervatórium-igazgató | 065 |        |
| június 9.  | Walter Besant                | angol író és történész                                                      | 064 |        |
| június 9.  | Adolf Bötticher              | német régész, művészettörténész                                             | 058 |        |
| június 9.  | Casimir Marie Gaudibert      | francia csillagász, szelenográfus                                           | 078 | —      |
| június 8.  | Edward Moran                 | amerikai festő                                                              | 071 |        |
| június 6.  | Thomas Bond                  | angol sebész, bűnügyi szakértő                                              | 059 |        |
| június 5.  | Dagny Juel                   | norvég költő, író, drámaíró, műfordító                                      | 033 |        |
| június 2.  | George Leslie Mackay         | kanadai presbiteriánus hittérítő                                            | 057 |        |
| június 1.  | Georg Vierling               | német zeneszerző, orgonaművész, karmester                                   | 080 |        |

## Május
| Dátum     | Név                        | Foglalkozás / tisztség                                                              | Kor | Forrás |
| --------- | -------------------------- | ----------------------------------------------------------------------------------- | --- | ------ |
| május 31. | Ernest de Sarzec           | francia diplomata, régész                                                           | 068 |        |
| május 30. | Wilhelm von Bismarck       | német gróf, hannoveri kormányelnök, Otto von Bismarck fia                           | 048 |        |
| május 30. | Victor D’Hondt             | belga jogász és matematikus                                                         | 059 | —      |
| május 28. | Engel József               | szobrász                                                                            | 085 |        |
| május 27. | Ábrányi Lajos              | festőművész, arcképfestő és illusztrátor                                            | 051 |        |
| május 27. | Artur Hazelius             | svéd néprajztudós, az első szabadtéri néprajzi múzeum, a Skansen megalapítója       | 067 |        |
| május 25. | William Doherty            | amerikai entomológus, lepkekutató                                                   | 044 |        |
| május 25. | Kisida Tosiko              | japán feminista                                                                     | 038 | —      |
| május 24. | Sajósy Alajos              | festő                                                                               | 064 |        |
| május 24. | Charlotte Mary Yonge       | angol keresztény író                                                                | 077 |        |
| május 23. | Horváth Sándor Piusz       | tankönyvíró, piarista áldozópap                                                     | 082 |        |
| május 23. | Wohl Janka                 | költő, író, műfordító                                                               | 054 | [ 13 ] |
| május 22. | Gaetano Bresci             | olasz anarchista merénylő, I. Umbertó olasz király gyilkosa                         | 031 |        |
| május 22. | Tatai Adolf                | orvos, tiszti orvos, királyi tanácsos                                               | 061 | —      |
| május 21. | Joseph Olivier             | francia rögbijátékos                                                                | 026 |        |
| május 21. | Fitz John Porter           | amerikai katonatiszt a mexikói–amerikai háború (1846–1848) és a polgárháború idején | 078 |        |
| május 21. | Ribáry József              | jogász, miniszteri tanácsos, költő, jogi író, a főrendiház tagja                    | 076 | —      |
| május 20. | Czipott Rudolf             | muravidéki evangélikus lelkész                                                      | 075 |        |
| május 20. | Johannes Minckwitz         | német sakkozó, sakkfeladvány-szerző                                                 | 058 |        |
| május 19. | Ada Christen               | osztrák író                                                                         | 062 |        |
| május 19. | Marthinus Wessel Pretorius | búr államférfi, politikus, a Transvaal Köztársaság és Oranje Szabadállam elnöke     | 081 |        |
| május 18. | Latabár Endre Gyula        | színész                                                                             | 029 |        |
| május 17. | Hunyady Kálmán             | főrendiházi politikus, főszertartásmester, lovassági tábornok                       | 072 |        |
| május 16. | Gustave Lefrançais         | francia szocialista, anarchista, a Párizsi Kommün egyik vezetője                    | 075 |        |
| május 16. | Gustaf Lindström           | svéd őslénykutató                                                                   | 071 |        |
| május 12. | Emil Bretschneider         | balti német sinológus                                                               | 067 |        |
| május 10. | Ferenczy József            | szociáldemokrata vezető, betegpénztári tisztviselő, a Népszava szerkesztője         | 061 | —      |
| május 10. | Christian Maclagan         | brit régész, régiséggyűjtő                                                          | 090 | [ 17 ] |
| május 9.  | Gottfried von Preyer       | osztrák zeneszerző, karmester                                                       | 094 |        |
| május 7.  | Dimitar Grekov             | bolgár politikus, miniszterelnök (1899)                                             | 053 |        |
| május 5.  | Jules Laurens              | francia festő, litográfus                                                           | 075 |        |
| május 5.  | Mariano Ignacio Prado      | perui politikus, köztársasági elnök (1865–1869 és 1876–1879)                        | 074 |        |
| május 4.  | Vadnay Andor               | politikus, Csongrád vármegye főispánja, országgyűlési képviselő                     | 042 |        |
| május 3.  | Antelme Édouard Chaignet   | francia filozófus, történész, egyetemi tanár                                        | 081 |        |
| május 1.  | Lewis Waterman             | amerikai feltaláló                                                                  | 064 | [ 18 ] |

## Április
| Dátum          | Név                                  | Foglalkozás / tisztség                                                      | Kor | Forrás |
| -------------- | ------------------------------------ | --------------------------------------------------------------------------- | --- | ------ |
| Ismeretlen nap | Thull Lipót                          | Újbánya polgármestere, politikai író, a szegények pártfogója                | 075 | —      |
| április 29.    | Samuel Johnson                       | nigériai anglikán lelkész, történész                                        | 054 |        |
| április 29.    | Viktor Schröter                      | balti német származású orosz építész                                        | 061 |        |
| április 28.    | Paule Minck                          | francia újságíró, feminista, szocialista–kommunista aktivista               | 061 |        |
| április 28.    | Séamas Mac Stiofáin (James Stephens) | ír szabadságharcos                                                          | 076 |        |
| április 27.    | Laufenauer Károly                    | sebészorvos, szülész, az MTA levelező tagja                                 | 052 |        |
| április 27.    | Thomas Conrad Porter                 | amerikai botanikus, teológus                                                | 079 |        |
| április 25.    | Cholnoky Imre                        | ügyvéd, jogi szakíró                                                        | 080 | —      |
| április 24.    | Arvid Posse                          | svéd politikus, miniszterelnök (1880–1883)                                  | 081 |        |
| április 22.    | William Stubbs                       | brit történész és anglikán püspök                                           | 075 |        |
| április 20.    | Belházy N. János                     | bányaigazgató, numizmatikus, pénzügyminiszteri tanácsos                     | 078 |        |
| április 20.    | Paul Georg von Möllendorff           | német diplomata, nyelvész, orientalista, sinológus, koreanista              | 054 | —      |
| április 17.    | Eugene von Guerard                   | osztrák-ausztrál-brit festő                                                 | 089 |        |
| április 16.    | Alexander Becker                     | német botanikus, entomológus                                                | 082 |        |
| április 16.    | Adolphe Hirsch                       | német-svájci csillagász, geodéta                                            | 070 |        |
| április 16.    | Henry Augustus Rowland               | amerikai fizikus                                                            | 052 |        |
| április 15.    | Juan Manuel Blanes                   | uruguayi festő                                                              | 070 |        |
| április 15.    | Václav Brožík                        | cseh festő                                                                  | 050 |        |
| április 13.    | Tormássy Gábor                       | római katolikus pap, egyházi író                                            | 054 | —      |
| április 12.    | Émilie Kempin-Spyri                  | svájci jogász, az első nő, aki Svájcban jogi diplomát szerzett              | 048 |        |
| április 12.    | Otakar Lebeda                        | cseh táj- és portréfestő                                                    | 023 |        |
| április 12.    | Auguste Sabatier                     | francia protestáns teológus                                                 | 061 |        |
| április 11.    | Ivar Hallström                       | svéd zeneszerző, zongoraművész                                              | 074 |        |
| április 10.    | Kresz Géza                           | orvos, királyi tanácsos, a Budapesti Önkéntes Mentőegyesület igazgatója     | 054 |        |
| április 9.     | Halász Ignác                         | nyelvész, irodalomtörténész, egyetemi tanár, az MTA levelező tagja          | 045 |        |
| április 8.     | Giulio Bizzozero                     | olasz orvos, politikus                                                      | 055 |        |
| április 7.     | Pejácsevich László                   | Horvát-Szlavon-Dalmátország bánja, császári és királyi kamarás              | 077 |        |
| április 4.     | Louis Kuhne                          | német természetgyógyász                                                     | 066 | —      |
| április 3.     | Maxime Cornu                         | francia botanikus                                                           | 057 |        |
| április 3.     | Csesznák János                       | Zala vármegye másodalispánja, ügyvéd, táblabíró, főszolgabíró, földbirtokos | 090 | —      |
| április 2.     | Saissy Amadé                         | francia származású magyar újságíró, nyelvtanár, műfordító                   | 056 |        |
| április 1.     | François-Marie Raoult                | francia fizikus és kémikus                                                  | 070 |        |

## Március
| Dátum       | Név                            | Foglalkozás / tisztség                                                                                     | Kor | Forrás |
| ----------- | ------------------------------ | --- | --- | ------ |
| március 31. | John Stainer                   | angol zeneszerző, karnagy, orgonista, zenetörténész                                                        | 060 |        |
| március 30. | Jakab István                   | színész, súgó, színházi szakíró                                                                            | ?   | —      |
| március 26. | Jean-Charles Cazin             | francia festő, grafikus, keramikus                                                                         | 059 |        |
| március 23. | Nowotarski Antal               | kertész, növénynemesítő                                                                                    | 076 |        |
| március 23. | Konsztantin Sztoilov           | bolgár politikus, miniszterelnök (1887 majd 1894–1899)                                                     | 047 |        |
| március 20. | Fodor József                   | orvos, higiénikus, egyetemi tanár                                                                          | 057 |        |
| március 19. | Dobránszky Adolf               | író, történész, ruszin nemzetiségi aktivista                                                               | 083 |        |
| március 19. | Philippe Gille                 | francia újságíró, librettista                                                                              | 069 |        |
| március 18. | Grósz Albert                   | orvos, szemész, kórházigazgató                                                                             | 082 |        |
| március 17. | Henri-Charles Maniglier        | francia szobrász                                                                                           | 074 | —      |
| március 17. | Franz Melde                    | német fizikus                                                                                              | 069 |        |
| március 17. | Szentgyörgyi Imre              | jogász, bíró, kúriai tanácselnök, honvédtiszt, politikus, országgyűlési képviselő, igazságügyi államtitkár | 074 |        |
| március 14. | Henriette Browne               | francia festő                                                                                              | 071 |        |
| március 13. | Benjamin Harrison              | az Amerikai Egyesült Államok 23. elnöke 1889 és 1893 között                                                | 067 |        |
| március 13. | Fernand Pelloutier             | francia szocialista, anarchista, szakszervezeti vezető                                                     | 033 |        |
| március 12. | Jovan Ilić                     | szerb író, politikus, igazságügy-miniszter                                                                 | 076 |        |
| március 12. | Alekszej Kozlov                | orosz filozófus                                                                                            | 070 |        |
| március 12. | Málik József                   | tanár, polgári iskolai igazgató, újságíró, szerkesztő                                                      | 051 |        |
| március 10. | Vasile Maniu                   | román politikus, ügyvéd, történet- és drámaíró                                                             | 076 |        |
| március 10. | Szentgyörgyi József            | orvos, időjárás-kutató, a hazai meteorológiai kutatások úttörőinek egyike                                  | 077 |        |
| március 9.  | Otrobán Nándor                 | orvosdoktor, honvéd ezredorvos                                                                             | 072 |        |
| március 8.  | Peter Benoit                   | flamand zeneszerző                                                                                         | 066 |        |
| március 7.  | Schmidt Ferenc                 | építészmérnök, Bolyai-kutató                                                                               | 074 |        |
| március 6.  | Aleksander Gierymski           | lengyel festőművész                                                                                        | 051 |        |
| március 6.  | Káldy Gyula                    | karmester, főrendező, színházigazgató, zeneszerző, zenei író, az Operaház igazgatója                       | 062 |        |
| március 6.  | John Jabez Edwin Mayall        | angol fotográfus                                                                                           | 087 |        |
| március 5.  | Bir Sumser Dzsang Bahadur Rana | nepáli politikus, miniszterelnök (1895-től)                                                                | 048 |        |
| március 5.  | Friedrich Karl Biedermann      | német történész és politikus                                                                               | 088 |        |
| március 4.  | Csernátony Lajos               | újságíró, politikus, Kossuth Lajos titkára                                                                 | 077 |        |
| március 4.  | Fèlix Gras                     | okcitán (provanszál) költő, író, közjegyző                                                                 | 056 |        |
| március 4.  | Hanthó Lajos                   | főreáliskolai igazgató                                                                                     | 066 | —      |
| március 2.  | George Mercer Dawson           | kanadai geológus                                                                                           | 051 |        |
| március 2.  | Achille Zo                     | francia festőművész                                                                                        | 074 |        |
| március 1.  | Kovács István                  | kereskedelmi és iparkamarai fogalmazó                                                                      | 037 |        |

## Február
| Dátum       | Név                       | Foglalkozás / tisztség                                                                           | Kor | Forrás |
| ----------- | ------------------------- | ------------------------------------------------------------------------------------------------ | --- | ------ |
| február 28  | William M. Evarts         | amerikai politikus, szenátor, (New York, 1885–1891)                                              | 083 |        |
| február 27. | Lechner Ágost             | jogász, egyetemi tanár, főrendiházi tag                                                          | 066 |        |
| február 26. | Lucyna Ćwierczakiewiczowa | lengyel újságíró, szakácskönyvíró                                                                | 074 |        |
| február 26. | Hölbling Miksa            | Baranya vármegye főorvosa                                                                        | 089 |        |
| február 25. | Wojciech Gerson           | lengyel realista festő, művészettörténész, fordító és tanár                                      | 069 |        |
| február 24. | Hajdú Lajos               | református gimnáziumi tanár                                                                      | 087 |        |
| február 22. | George Francis FitzGerald | ír fizikus                                                                                       | 049 |        |
| február 21. | Emil Hübner               | német klasszika-filológus és epigráfus                                                           | 066 |        |
| február 21. | Emanuel Max               | cseh-német szobrász                                                                              | 090 |        |
| február 21. | Henry Peach Robinson      | angol fotográfus                                                                                 | 070 |        |
| február 21. | Stephen M. White          | amerikai politikus, szenátor (Kalifornia, 1893–1899)                                             | 048 |        |
| február 19. | Ehrenreich Lajos          | orvos                                                                                            | 063 |        |
| február 19. | Magyar János              | veszprémi kanonok, országgyűlési képviselő                                                       | 075 |        |
| február 19. | Armand Silvestre          | francia költő, író, irodalomkritikus                                                             | 063 |        |
| február 18. | Égide Walschaerts         | belga gépészmérnök, feltaláló, a gőzmozdony gőzelosztójának feltalálója                          | 081 |        |
| február 17. | Carles Casagemas          | katalán festő                                                                                    | 020 |        |
| február 17. | Egri Antal                | ügyvéd, költő, honvéd hadbíró                                                                    | 076 | —      |
| február 17. | Ethelbert Nevin           | amerikai zeneszerző és zongoraművész                                                             | 038 |        |
| február 17. | Nógrádi János             | színész, operaénekes (tenor)                                                                     | 047 | —      |
| február 16. | Darvas Imre               | országgyűlési képviselő, Abaúj, majd Abaúj-Torna vármegye főispánja                              | 079 | —      |
| február 16. | Kalocsa Róza              | az első magyar diplomás tanítónő, református felső leányiskolai tanárnő, internátusigazgató, író | 063 |        |
| február 15. | Gilbert A. Pierce         | amerikai politikus, szenátor (Észak-Dakota, 1889–1891)                                           | 062 |        |
| február 13. | Paul De Vigne             | belga szobrász                                                                                   | 057 |        |
| február 12. | Jekelfalussy József       | statisztikus, közgazdász, az MTA levelező, majd rendes tagja                                     | 051 |        |
| február 11. | Ramón de Campoamor        | spanyol költő és bölcsész                                                                        | 083 |        |
| február 11. | I. Milán                  | szerb király                                                                                     | 046 |        |
| február 11. | Thomas Van Scoy           | amerikai metodista lelkész, oktató, egyetemi rektor                                              | 052 | —      |
| február 10. | Max von Pettenkofer       | német természettudós, a kísérleti egészségtan megalapítója                                       | 082 |        |
| február 10. | Telemaco Signorini        | olasz festő                                                                                      | 065 |        |
| február 9.  | Louis Ménard              | francia költő, irodalomtörténész, kémikus                                                        | 078 |        |
| február 9.  | Sipos Árpád               | jogakadémiai tanár                                                                               | 057 |        |
| február 8.  | Kürcz Antal               | főgimnáziumi tanár                                                                               | 074 | —      |
| február 8.  | Vidéky János              | festő és rajztanár                                                                               | 074 |        |
| február 7.  | Ana Betancourt            | kubai feminista                                                                                  | 068 |        |
| február 7.  | Oskar Schlömilch          | német matematikus                                                                                | 077 |        |
| február 6.  | Christian Frederik Lütken | dán zoológus                                                                                     | 073 |        |
| február 6.  | Tomás Ribeiro             | portugál író, politikus                                                                          | 069 |        |
| február 6.  | Alfred Seifert            | cseh-német portréfestő                                                                           | 050 |        |
| február 4.  | Svetozar Miletić          | szerb újságíró, politikus, ügyvéd, a magyarországi szerbek egyik vezetője                        | 074 |        |
| február 3.  | Fukuzava Jukicsi          | japán pedagógus és közíró                                                                        | 066 |        |
| február 2.  | Alfonso Balzico           | olasz szobrász és festő                                                                          | 075 |        |
| február 2.  | Marko Miljanov            | montenegrói államférfi, író, katonatiszt                                                         | 067 | —      |
| február 2.  | François-Tommy Perrens    | francia történész                                                                                | 078 | [ 24 ] |

## Január
| Dátum      | Név                         | Foglalkozás / tisztség                                                                                | Kor | Forrás |
| ---------- | --------------------------- | --- | --- | ------ |
| január 31. | Peter Andreas Blix          | norvég mérnök, építész                                                                                | 069 |        |
| január 31. | Albert Ehrensvärd           | svéd gróf, külügyminiszter                                                                            | 080 |        |
| január 30. | Losonczi Farkas Károly      | jogász, politikus, országgyűlési képviselő, Miskolc polgármestere                                     | 080 |        |
| január 29. | Julius Zeyer                | cseh költő, író, drámaíró                                                                             | 059 |        |
| január 28. | Henri de Bornier            | francia költő, drámaíró                                                                               | 075 |        |
| január 28. | Ioszif Vlagyimirovics Gurko | orosz tábornok, Varsó főkormányzója                                                                   | 072 |        |
| január 27. | Giuseppe Verdi              | olasz zeneszerző                                                                                      | 087 |        |
| január 26. | Vasváry Benő                | főreáliskolai tanár                                                                                   | 057 |        |
| január 23. | Brodszky Sándor             | festőművész, fotográfus                                                                               | 081 |        |
| január 22. | Viktória                    | brit királynő                                                                                         | 081 |        |
| január 21. | Elisha Gray                 | amerikai villamosmérnök, feltaláló                                                                    | 065 |        |
| január 21. | Kovács János                | piarista áldozópap és tanár                                                                           | 059 |        |
| január 20. | Zénobe Gramme               | belga villamosmérnök, feltaláló                                                                       | 074 |        |
| január 20. | Itó Keiszuke                | japán orvos, botanikus                                                                                | 097 |        |
| január 19. | Bakoko                      | mohéli királyi herceg a Comore-szigetek egyik szigetén                                                | 0?  | —      |
| január 19. | Albert de Broglie           | francia történész, diplomata, politikus, miniszterelnök (1873–1874 és 1877)                           | 079 |        |
| január 19. | Henrik August Flindt        | dán kertész, tájépítész                                                                               | 078 |        |
| január 17. | Jacob Georg Agardh          | svéd botanikus, algológus, taxonómus                                                                  | 087 |        |
| január 17. | Paul Hankar                 | belga építész, a 19. század vége egyik legjelentősebb Art nouveau stílusban alkotó brüsszeli építésze | 041 |        |
| január 17. | Frederic W. H. Myers        | angol költő, esszéíró                                                                                 | 057 |        |
| január 16. | Jules Barbier               | francia költő, drámaíró, librettista                                                                  | 075 |        |
| január 16. | Arnold Böcklin              | svájci festő, grafikus, szobrász                                                                      | 073 |        |
| január 16. | Hiram Rhodes Revels         | amerikai politikus, szenátor (Mississippi, 1870–1871)                                                 | 073 |        |
| január 16. | Zalka János                 | teológiai doktor, győri püspök                                                                        | 080 |        |
| január 14. | Víctor Balaguer             | katalán író, újságíró, politikus                                                                      | 076 |        |
| január 14. | Charles Hermite             | francia matematikus                                                                                   | 078 |        |
| január 14. | Jámbor Vilmos               | kertész, parktervező                                                                                  | 075 |        |
| január 14. | Klampaczky Alajos           | római katolikus plébános, egyházi író                                                                 | 080 | —      |
| január 14. | Carl Eduard Malm            | észt író                                                                                              | 063 |        |
| január 14. | Porzsolt Gyula              | ügyvéd, miniszteri titkár, sportvezető                                                                | 052 |        |
| január 13. | Gaspard Adolphe Chatin      | francia botanikus, mikológus                                                                          | 087 |        |
| január 11. | Vaszilij Kalinnyikov        | orosz zeneszerző                                                                                      | 034 |        |
| január 11. | Alexander Spengler          | német-svájci orvos                                                                                    | 073 |        |
| január 9.  | Santos Acosta               | kolumbiai katonatiszt, politikus, elnök (1867–1868)                                                   | 072 |        |
| január 9.  | Edward Mitchell Bannister   | kanadai-amerikai festő                                                                                | 072 |        |
| január 8.  | Max Schmidt                 | német festőművész                                                                                     | 082 |        |
| január 7.  | Lukács Béla                 | országgyűlési képviselő, államtitkár, kereskedelmi és közlekedési miniszter                           | 053 |        |
| január 6.  | James W. Bradbury           | amerikai politikus, szenátor (Maine, 1847–1853)                                                       | 098 |        |
| január 5.  | Báthory István              | orvos, szülész-nőgyógyász                                                                             | 065 | —      |
| január 4.  | Nikólaosz Jízisz            | görög képzőművész                                                                                     | 058 |        |
| január 4.  | Rasmus Berthelsen           | grönlandi költő, szerkesztő, zeneszerző                                                               | 073 |        |
| január 3.  | Pauli Richárd               | operaénekes (tenor), Zeneakadémia énektanára                                                          | 065 |        |
| január 1.  | Ignatius Donnelly           | amerikai politikus, Atlantisz-kutató, író                                                             | 069 |        |
| január 1.  | Sophus Schandorph           | dán költő, író                                                                                        | 064 |        |
| január 1.  | August Friedrich Schenck    | francia-német festő                                                                                   | 072 |        |